# 쥐징이
쥐징이(중국어 간체자: 鞠婧祎, 정체자: 鞠婧禕, 병음: Jū Jìngyī, 한자음: 국정의, 영어: Kiku Ju, 1994년 6월 18일 ~ )는 중국의 가수이자 배우, 무용가이다. 소속사는 STAR48이다. 중국의 걸 그룹 SNH48 및 Seine River의 일원이었다.

## 내력
2013년 8월 18일, SNH48 2기생 선발 34명 중에 한 명으로 통과하여 가입되었다. 11월 2일, Team NⅡ 2기생 「극장의 여신」 공연에서 정식 극장 데뷔하였다. 11월 11일, SNH48 팀 깃발 수여식에서 SNH48 Team NII의 멤버가 되었다.
2014년 1월 18일, SNH48 홍백 가합전에 참여하였다. 쥐징이는 Team SII의 일원 쉬천천의 점수를 넘어, 홍백 가합전에서 최초로 Team NII가 승리를 이루었다. 7월 26일, SNH48 제1회 선발 총선거에서 최종 '제4위'를 획득하였다. 최종 득표 수는 10,145표로, 선발권에 진입하였다. 11월 말, 일본의 인터넷 매체에서 '4000년에 한번 나올 미소녀'로 불리게 되었고, 중국까지 전파되어 중국에서 '4000년에 한 번 만나는 미녀'라 칭하게 되었다. 9월 30일, SONY의 Hi-Res AUDIO 계열의 광고 모델을 맡았다. 12월 31일, 동방위성TV의 2015년 새해 페스티벌에 참가하였다.
2015년 1월 31일, SNH48 제1회 리퀘스트 TIME BEST 30에 참여하였다. 콘서트에서 쥐징이는 모바일 게임 《마천기》의 모델로서, 삽입 곡 《세상의 인연을 다하여》를 공연하였다. 2월 17일, 안후이위성TV와 장쑤위성TV의 봄 축제 페스티벌에 출연하였다. 3월 6일, 펩시의 광고 모델로, 메인 주제 곡 《양미에미에》를 녹음하였다. 4월 8일, 중국의 셀카 최적화 스마트폰 메이투의 발표회에 참석하였다. 4월 30일, 《마천기》의 단편 영화 《마천겁》에 출연하였다. 극 중의 역할은 '지아란'이다. 5월 21일, TCL 머머따 스마트폰 발표회에 참석하였다. 6월, HORIEN 도화꽃 렌즈의 광고 모델을 맡았다. 7월 25일, SNH48 제2회 선발 총선거에서 최종 '제2위'를 획득하였다. 최종 득표 수는 64,785.5표로, 선발권에 진입하였다. 9월 13일, SNH48 스타 드림 시어터에서 서브 유닛 그룹 Seine River의 그룹 결성에 참가했다. 9월 7일, 텐센트 게임 《상고세기》의 발표회에 광고 모델로 참가하였다. 9월 23일, 후난위성TV의 예능 프로그램 《전원가속중》에 출연하였다. 9월 25일, 중국 모바일 앱 echo의 광고 모델이 되었다. 11월 20일, 인민망에서 10월 영향력 있는 스타 차트에서 1위로 선정되었다. 12월 2일, 망고TV의 드라마 《사료불급》에 출연하였다. 12월 26일, SNH48 제2회 리퀘스트 TIME BEST 30에 참여하였다. 12월 28일, 익명의 영화 블로그 TC Candler에서 올해 세계의 제일 아름다운 얼굴 100인 중의 53위로 선정되었다. 쥐징이는 차트에서 선정된 인물 중에 가장 최연소였다. AKB48의 멤버 시마자키 하루카와 비슷하게 48 그룹 중에서 유이하게 선정되었다. 12월 31일, 동방위성TV의 2016년 새해 페스티벌에 참가하였다.
2016년 1월 1일, 중국판 《나는 가수다》에 참가하였다. 1월 8일, 장쑤위성TV의 프로그램 《최강대뇌》에 참가하였다. 2월 22일, 후난위성TV의 2016년 정원 대보름 페스티벌에 출연하였다. 6월 19일, 장쑤위성TV의 음악 프로그램 《개세영웅》에 참가하였다. 6월 30일, 영화 《마랄변형계》 주제 곡 《Fighting Day》를 녹음하였다. 7월 15일, 드라마 《구주천공성》의 삽입 곡 《취한 비상》을 녹음하였다. 7월 20일, 펭귄 픽쳐스가 제작한 드라마 《구주천공성》에 출연하였다. 극 중의 역할은 '설비상'이다. 이것은 쥐징이의 아이돌 신분 역사 중에서 처음으로 지상파 텔레비전 드라마의 배우로 데뷔하는 것이다. 그리고 연예인 미디어 지수 차트에서 '제13위'를 차지하였다. 7월 30일, SNH48 제3회 선발 총선거에서 최종 '제1위'를 획득하였다. 최종 득표 수는 230,752.7표로, 선발권의 센터 포지션이 차지하였다. 또한, SNH48 총선거 역사상 최초 20만 표를 넘은 일원으로 선정되었다. 10월 27일, 개인 솔로 미니 앨범 《언제나》를 정식 음반 발매하였다. 11월 11일, 티엔먀오 더블 11데이 페스티벌에 출연하였다. 12월 10일, 텐센트 비디오 스타 대상에서 《구주천공성》을 통하여, '설비상' 역할로 '올해 신예 지상파 드라마 여배우 명예상'을 수상하였다. 12월 18일, 2016년 넷이즈 품격 있는 인물 페스티벌에서 '올해 제일 품격 있는 활기찬 신인 스타상'을 수상하였다. 
2017년 1월 7일, SNH48 제3회 리퀘스트 TIME BEST 50에 참여하였다. 2월 15일, 요우쿠에서 방영된 《열혈장안》에 출연하였다. 극 중의 역할은 '상관자소'이다. 5월 4일, 쥐징이는 'SNH48의 54 우수한 청년'이란 별칭을 획득하였다. 6월 8일, 미니 2집 《기다릴 수 없어》를 정식 음반 발매하였다. 6울 18일, 만대 남몽궁 문화 센터에서 생일 팬미팅을 행사했다. 7월 29일, SNH48 Group 제4회 선발 총선거에서 최종 '제1위'를 획득하였다. 최종 득표 수는 277,781.3표로, 선발권의 센터 포지션을 차지하였다. 또한, SNH48 Group 역사상 최초 2연패 총선거 1위이다. 10월 28일, 익명의 영화 블로그 TC Candler에서 올해 세계의 제일 아름다운 얼굴 100인 중의 8위로 선정됐다. 12월 15일, STAR48에서 정식으로 SNH48 Group 명예의 전당에 오르게 되었으며, 개인 공작실을 설립하였다. 이후 활동은 개인 활동에 집중될 것이며, 쥐징이는 SNH48 Group을 졸업하고, 첫 명예의 전당에 오른 일원이 된다. 12월 16일, 제11회 미구 뮤직 페스티벌에서 싱글 《보고 싶었어》가 '올해 10대 대상'을 수상하였다. 12월 18일, 졸업 이후의 싱글 《구주천공성》을 발매하였다. 12월 27일, 쥐징이의 개인 공작실에서 쥐징이의 개인 다큐멘터리 《StarLight·성몽의 빛》을 공개하였다.
2018년 1월 16일, '웨이보의 밤' 시상식에 참석하였다. 쥐징이는 '올해의 웨이보에서 노력한 연예인상'을 수상하였다. 1월 26일, 과본 공식 웨이보에서 쥐징이를 새로운 광고 모델로 캐스팅 했다는 입장을 발표하였다. 1월 31일, 넷이즈 게임의 모바일 게임 '터미네이터2: 심판의 날'의 광고 모델을 맡았다. 5월 20일, 쑤저우 과본 15주년 페스티벌에 참석하였다. 10월 18일, 동영상 사이트 플랫폼 아이치이에서 주최한 서바이벌 프로그램 《국풍미소년》에 심사위원으로 참가하였다. 11월 3일, 넷이즈 뮤직 페스티벌에서 《탄식하는 구름은》을 공연하였으며, '국풍 신예 여가수상'을 획득했다. 12월 1일, 아이치이 페스티벌에서 '올해 연극의 잠재력을 일깨운 연예인상'을 수상하였다.

## 음악 작품

### 미니 앨범
| #   | 앨범 정보 | 트랙 리스트                                                                                                 | 각주 |
| --- | --- | --- | ---- |
| 1st | 《언제나》 (每一天 Everyday) - 포맷: CD · 디지털 다운로드 · 스트리밍 - 발매일: 2016년 10월 27일 - 장르: C-POP - 유형: EP - 언어: 중국어, 영어 - 레이블: STAR48 - 음반 코드: SNH11100365                                               | 트랙 리스트 1. 공주의 망토(公主披風) 2. 언제나(每一天) 3. 취한 비상(醉飞霜)                                 |      |
| 2nd | 《기다릴 수 없어》 (等不到你 Yes or No) - 포맷: CD · 디지털 다운로드 · 스트리밍 - 발매일: 2017년 5월 25일 - 장르: C-POP - 유형: EP - 언어: 중국어, 영어 - 레이블: STAR48 - 음반 코드: SNH11100751                                     | 트랙 리스트 1. 기다릴 수 없어(等不到你) 2. Like I Do 3. 대답을 듣고 싶어(听到请回答) 4. 보고 싶었어(想你了) |      |
| 3rd | 《고독과 시》 (孤独与诗 Loneliness and Poetry) - 포맷: CD · 디지털 다운로드 · 스트리밍 - 발매일: 2019년 6월 18일 - 장르: C-POP - 유형: EP · 디지털 앨범 - 언어: 중국어, 영어 - 레이블: 용다오씽 엔터테인먼트 - 음반 코드: SNH11102455 | 트랙 리스트 1. 고독과 시(孤独与诗)                                                                          |      |
| 4th | 《연애의 구원》 (恋爱告急) - 포맷: CD · 디지털 다운로드 · 스트리밍 - 발매일: 2019년 6월 18일 - 장르: C-POP - 유형: EP · 디지털 앨범 - 언어: 중국어, 영어 - 레이블: 용다오씽 엔터테인먼트                                              | 트랙 리스트 1. 연애의 구원(恋爱告急) 2. 무지개(虹)                                                          |      |

### 싱글
| 발매일           | 곡 명칭                           | 곡 설명                                                      | 각주 |
| ---------------- | --------------------------------- | ------------------------------------------------------------ | ---- |
| 2017년 12월 18일 | 《분열된 시차》 (分裂时差)        | - 작사: 샤오치(小7) - 작곡: Peebear - 편곡: 1TAKE            |      |
| 2018년 12월 15일 | 《Don't Touch》                   | - 작사: 샤오치(小7) - 작곡: 두즈원(督智文)                   |      |
| 2020년 1월 5일   | 《과거가 완성될 때》 (过去完成时) | - 작사: 푸쿠(符酷) - 작곡／편곡: 나카무라 타카히토(中村崇人) |      |

### OST
| 발매일           | 곡 명칭                                  | 곡 설명 | 각주                                                              |
| ---------------- | ---------------------------------------- | --- | ----------------------------------------------------------------- |
| 2016년 7월 1일   | 《Fighting Day》                         | - 작사: 위엔따웨이(袁大巍) - 작곡／편곡: 죠우치(周琦), 위엔따웨이(袁大巍)                                   | 드라마 《마랄변형계》 주제 곡                                     |
| 2016년 7월 15일  | 《취한 비상》 (醉飞霜)                   | - 작사: 니샨샨(倪姗姗) - 작곡: 까오웨이란(高伟然) - 편곡: 쑨페이(孙沛)                                      | 드라마 《구주천공성》 삽입 곡                                     |
| 2018년 6월 8일   | 《떨어진 꽃은 흙이 되고》 (落花成泥)     | - 작사: 궈더즈이(郭德紫毅) - 작곡／편곡: 모밍치먀오(墨明棋妙)                                               | 드라마 《운석전》 삽입 곡                                         |
| 2018년 7월 1일   | 《탄식하는 구름은》 (叹云兮)             | - 작사: 궈더즈이(郭德紫毅) - 작곡／편곡: SHIMA                                                              | 드라마 《운석전》 엔딩 곡                                         |
| 2019년 1월 10일  | 《해가 길어》 (天长)                     | - 작사: 페이이(非衣) - 작곡／편곡: 류페이(刘沛)                                                             | 모바일 게임 《청운전》 주제 곡                                    |
| 2018년 7월 1일   | 《언제나》 (每一天)                      | - 작사: 샤오치(小7) - 작곡／편곡: 류지아(刘佳)                                                              | 모바일 게임 《천공의 문》 주제 곡 미니 1집 《언제나》 리메이크 곡 |
| 2019년 3월 14일  | 《천 년 동안 기다렸어》 (千年等一回)     | - 작사: 줘홍위엔(左宏元) - 작곡: 천즈웨이(陈自为)                                                           | 드라마 《신백낭자전기》 주제 곡                                   |
| 2019년 4월 2일   | 《건너가는 정》 (渡情)                   | - 작사: 공민(贡敏) - 작곡: 줘홍위엔(左宏元) - 편곡: 요우징양(尤景仰)                                        | 드라마 《신백낭자전기》 엔딩 곡                                   |
| 2019년 4월 15일  | 《칭천산 아래의 백소정》(青城山下白素贞) | - 작사: 공민(贡敏) - 작곡: 줘홍위엔(左宏元)                                                                 | 드라마 《신백낭자전기》 삽입 곡                                   |
| 2019년 6월 23일  | 《한 쌍의 날개》 (一双翅膀)              | - 작사／작곡／편곡: 류천예(刘晨野)                                                                          | 드라마 《칭사아일쌍시방》 삽입 곡                                 |
| 2020년 7월 11일  | 《꿈의 여행》 (梦的旅航)                 | - 작사: 헌줴이(恨醉) - 작곡: 나카지마 타쿠이(中島卓偉) - 편곡: 아라하타 료헤(荒幡亮平), 진후산(金虎三Husan) | 애니메이션 《러브앤프로듀서》 엔딩 곡                             |
| 2020년 7월 20일  | 《옛날의 그림》 (古画)                   | - 작사／작곡／편곡: 류지에(刘捷Jarek) - 프로듀서: 텅샤오(滕少)                                              | 드라마 《여의방비》 홍보 곡                                       |
| 2020년 10월 21일 | 《연꽃》 (芙蓉)                          | - 작사: 푸쿠(符酷) - 작곡／편곡: 후쩐(胡臻), SHIMA                                                          | 드라마 《여의방비》 타이틀 곡                                     |

### 커버 싱글
| 발매일          | 싱글                            | 싱글 정보                                       | 각주 |
| --------------- | ------------------------------- | ----------------------------------------------- | ---- |
| 2020년 3월 7일  | 《겨울날》 (冬日)               | - 작사: 궈더즈이(郭德紫毅) - 작곡: Mu_Chan      |      |
| 2020년 3월 30일 | 《사랑을 다하지 못해》 (爱未央) | - 작사: 푸진츄안(傅锦川) - 작곡: 장옌징(张宴菁) |      |

### 참여 싱글
| 발매일           | 싱글                                               | 싱글 정보                                                            | 각주                                                  |
| ---------------- | -------------------------------------------------- | -------------------------------------------------------------------- | ----------------------------------------------------- |
| 2019년 9월 26일  | 《나와 나의 조국 청춘 버전》 (我和我的祖国 青春版) | - 작사: 장리(张藜) - 작곡: 친용청(秦咏诚)                            | with 저우둥위, 웨이다쉰, 관샤오퉁, 쉬웨이저우, 마톈위 |
| 2020년 2월 26일  | 《평범함과 위대함》 (平凡与伟大)                   | - 작사: 췌이슈(崔恕) - 작곡: 쟈오지아린(赵佳霖) - 편곡: 까오양(高杨) | with 훠준                                             |
| 2020년 3월 6일   | 《겨울날》 (冬日)                                  | - 작사: 궈더즈이(郭德紫毅) - 작곡: Mu_Chan                           | with SNH48의 일원 완리나, 쟝샨, 천스, 천린            |
| 2020년 3월 30일  | 《사랑을 다하지 못해》 (爱未央)                    | - 작사: 푸진츄안(傅锦川) - 작곡: 장옌징(张宴菁)                      | with SNH48의 일원 천린                                |
| 2020년 10월 21일 | 《꿈을 건너》 (梦渡)                               | - 작사／작곡: 션무(沈慕), 쉬윈샤오(徐云霄)                           | with 훠준 드라마 《여의방비》 삽입 곡                 |

## 영상 작품

### 드라마
| 방영일 | 제목                            | 배역                            | 비고     |
| ------ | ------------------------------- | ------------------------------- | -------- |
| 2015년 | 사료불급 (史料不及)             | 여소화; 류샤오화 (如小花)       |          |
| 2016년 | 구주천공성 (九州·天空城)        | 설비상; 쉐페이슈앙 (雪飞霜)     |          |
| 2017년 | 헌원검지한지운 (轩辕剑之汉之云) | 난인; 란인 (兰茵)               |          |
| 2017년 | 열혈장안 (热血长安)             | 상관자소; 샹구안즈쑤 (上官紫苏) | 웹드라마 |
| 2018년 | 수영선생 (游泳先生)             | 송차차; 송챠챠 (宋茶茶)         |          |
| 2018년 | 운석전 (芸汐传)                 | 한운석; 한윈시 (韩芸汐)         |          |
| 2019년 | 신백낭자전기 (新白娘子传奇)     | 백소정; 바이쑤쩐 (白素贞)       |          |
| 2019년 | 청사아일쌍시방 (请赐我一双翅膀) | 임구가; 린지우거 (林九歌)       |          |
| 2020년 | 표량서생 (漂亮书生)             | 설문희; 쉐원시 (雪文曦)         |          |
| 2020년 | 여의방비 (如意芳霏)             | 부롱; 푸롱 (傅容)               |          |
| 미방영 | 모남지 (慕南枝)                 | 강보영 (쟝바오닝) (姜保宁)      |          |
| 미방영 | 만월지하청상애(满月之下请相爱)  | 뢰초하 (레이츄시아) (雷初夏)    |          |

### 영화
| 상영일 | 제목                    | 배역            | 각주                        |
| ------ | ----------------------- | --------------- | --------------------------- |
| 2015년 | 마천겁 (魔天劫)         | 지아란 (珈藍)   | 단편 웹영화                 |
| 2015年 | 애지초체험 (爱之初体验) | 쥐징이 (鞠婧祎) | 특별 출연                   |
| 미상영 | 아애묘성인 (我爱喵星人) |                 | 한한령으로 인한 무기한 연기 |